# Хибовський Ярослав Юрійович
Яросла́в Ю́рійович Хибовський (1998—2022) — старший сержант збройних сил України, учасник російсько-української війни. Майстер спорту України з пауерліфтингу. Герой України (2024, посмертно).

## Життєпис
Народився 28 грудня 1998 року в селі Миколаївка Вінницької області.
З травня 2019 року проходив військову службу за контрактом. Брав участь в операції об'єднаних сил. 
З перших днів повномасштабного російського вторгнення, став до лав збройних сил України. Був у складі 59-ї окремої мотопіхотної бригади. 
Загинув 5 грудня 2022 року поблизу села Нетайлове Донецької області.

## Нагороди
- Звання Герой України з удостоєнням ордена «Золота Зірка» (11 грудня 2024, посмертно)[1].
- Орден «За мужність» III ступеня[2].
- Медаль «За військову службу Україні»[3].
- Майстер спорту України з пауерліфтингу.